# Baeolidia benteva
Baeolidia benteva är en snäckart som beskrevs av Er. Marcus 1958. Baeolidia benteva ingår i släktet Baeolidia och familjen snigelkottar. Inga underarter finns listade i Catalogue of Life.